# المدرسة الأمريكية في الدوحة
المدرسة الأمريكية في الدوحة تقع في الدوحة، قطر. تأسست المدرسة في عام 1988 من قبل السفير جوزيف غوغاسيان لتلبية احتياجات المجتمع الأمريكي في قطر. برعاية السفارة الأمريكية عملت حتى عام 1997 باسم المدرسة الأمريكية الدولية.

## المناهج الدراسية
المدرسة هي مدرسة مستقلة معتمدة في الولايات المتحدة. على مستوى المدرسة الثانوية فإنه يتم استكمال البرنامج الأكاديمي مع دورات التنسيب المتقدم وبرنامج البكالوريا الدولية للطلاب الذين يختارونها. تتلقى المدرسة رعاية من السفارة الأمريكية ولكنها كيان خاص.

## هيئة التدريس
المدرسة لديها ما يقرب من 220 عضو في هيئة التدريس. 60٪ منهم يحملون شهادات متقدمة. يتكون أعضاء هيئة التدريس من 17 جنسية مختلفة مع 77٪ من أمريكا الشمالية.

## الطلاب
هناك حوالي 2100 طالب مع ما يقرب من 630 في المدرسة الثانوية و 500 في المرحلة الابتدائية العليا. ينتمي الطلبة إلى أكثر من 80 بلدا. حوالي 38٪ من الطلاب هم من مواطني الولايات المتحدة و 10٪ من القطريين و 52٪ تقريبا من مواطني الدول الأخرى.

## الأنشطة
هناك مجموعة كبيرة من الأنشطة والنوادي في المدرسة. بعض الأندية هي النادي البيئي ومنظمة العفو الدولية وجمعية المسرح الدولية. ينتمي إلى الموسيقى والمسرح أغلب طلبة المدرسة حيث يقيمون عرضين كل عام.

## الحرم المدرسي
في عام 2007 فتحت المدرسة مبنى جديد مجاور للمدرسة الأمريكية القديمة. تم تصميمه ليكون «واحدة من أكبر خمس مدارس دولية في العالم». تم تجديد المبنى الجديد ليشمل مكتبة موسعة وأكبر قاعة متعددة الأغراض وكافتيريا موسعة ومختبرين للعلوم الأولية ومجمع مكاتب مركزي جديد.

## الخريجين
الطلاب الذين تخرجوا من المدرسة الأمريكية التحقوا في جامعات ييل وهارفارد وكاليفورنيا وكولومبيا وشيكاغو ومكغيل وستانفورد وبراون وماساتشوستس ووايل كورنيل ونورث وسترن والعديد من المدارس المرموقة الأخرى. يمكن رؤية بعض الخريجين البارزين على موقع المدرسة.

## ألعاب القوى
كانت المدرسة سابقا عضوا في مؤتمر أنشطة شرق المتوسط (إماك). في عام 2010 تعاونت المدرسة مع خمس مدارس أخرى من المؤتمر لإنشاء مؤتمر جديد أصغر يسمى مؤتمر الشرق الأوسط جنوب آسيا (ميساك). المدرسة تقدم مجموعة كبيرة من المنافسة على مختلف المستويات. تضم الرياضات التي تشارك بها المدرسة: السباحة وكرة الطائرة والألعاب الأكاديمية والغولف وكرة السلة وكرة القدم وكرة المضرب وسباق الضاحية وألعاب القوى والبيسبول وتنس الريشة. بفضل عدد كبير من المشاركين في ألعاب القوى في المدرسة فإن هناك عدد كبير من الطلاب الرياضيين المتميزين.